# Lüttich–Bastogne–Lüttich 2022
Lüttich–Bastogne–Lüttich 2022 war die 108. Austragung des belgischen Eintagesrennens. Das Rennen fand am 24. April statt und war Teil der UCI WorldTour 2022. Lüttich-Bastogne-Lüttich gehört wie Mailand–Sanremo, die Flandern-Rundfahrt, Paris–Roubaix und Il Lombardia zu den Monumenten des Radsports.

## Teilnehmende Mannschaften und Fahrer
Neben den 18 UCI WorldTeams standen auch 7 UCI ProTeams am Start. Für jedes Team waren sieben Fahrer startberechtigt. Tiesj Benoot (Jumbo-Visma), Jai Hindley (Bora-Hansgrohe) und Kamiel Bonneu (Sport Vlaanderen-Baloise) gingen nicht an den Start. Von den 173 Fahrern erreichten 121 das Ziel in Lüttich.
Mit Jakob Fuglsang (Israel-Premier Tech), Bob Jungels (AG2R Citroën Team), Alejandro Valverde (Movistar Team), Wout Poels (Bahrain Victorious) und Philippe Gilbert (Lotto Soudal) fünf ehemalige Sieger des Rennens am Start.
Im Vorfeld des Rennens mussten die beiden Sieger der vergangenen Jahre Tadej Pogačar (UAE Team Emirates) und Primož Roglič (Jumbo-Visma) ihren Start absagen.
Der Kreis der Favoriten war groß. Das Quick-Step Alpha Vinyl Team ging mit dem Weltmeister Julian Alaphilippe und Remco Evenepoel an den Start. In den Reihen der Mannschaft Bahrain Victorious befanden sich Dylan Teuns, der Sieger des Flèche Wallonne und Matej Mohorič, der Sieger von Mailand–Sanremo sowie der ehemalige Sieger Wout Poels, Jack Haig und Mikel Landa. Auch die Ineos Grenadiers stellten mit dem Amstel Gold Race Sieger Michał Kwiatkowski, Thomas Pidcock und Daniel Felipe Martínez gleich mehrere potentielle Siegerfahrer auf.
Mit Spannung erwartet wurde auch das Auftreten von Wout van Aert (Jumbo-Visma), der zum ersten Mal bei Lüttich–Bastogne–Lüttich an den Start ging.
Weitere Siegesanwärter waren Alejandro Valverde, Enric Mas (beide Movistar Team), Valentin Madouas (Groupama-FDJ), Benoît Cosnefroy (AG2R Citroën Team), Michael Woods (Israel-Premier Tech), Tim Wellens (Lotto Soudal), Marc Hirschi, Brandon McNulty, Marc Soler (alle UAE Team Emirates), Jonas Vingegaard, Tiesj Benoot (Jumbo-Visma), Sergio Higuita, Alexander Wlassow (beide Bora-Hansgrohe), Søren Kragh Andersen (Team DSM), Vincenzo Nibali (Astana Qazaqstan Team) Bauke Mollema (Trek-Segafredo), Rigoberto Urán (EF Education-EasyPost) und Warren Barguil (Team Arkéa-Samsic).

## Streckenführung
Die Strecke führte über 257,5 km von Lüttich nach Bastogne und retour. Vom Start weg ging es über Aywaille, Durbuy und Hotton in Richtung Süden. Bei La Roche-en-Ardenne wurde nach rund 76 Kilometern der erste kategorisierte Anstieg, die Côte de La Roche-en-Ardenne überquert. Anschließend führte die Strecke weiter nach Bastogne, wo nach 101 Kilometern der südlichste Punkt erreicht wurde. Nun ging es über mehrere Anstiege in den Ardennen zurück nach Lüttich.
Der zweite kategorisierte Anstieg, die Côte de Saint-Roche, wurde in etwa zur Hälfte des Rennens kurz nach Houffalize überquert. 100 Kilometer vor dem Ziel erreichten die Fahrer Vielsalm und anschließend eine Serie von sechs Anstiegen innerhalb von rund 45 Kilometern. In diesem Abschnitt befand sich die kurze aber steile Côte de Stockeu (Km 182,8) und der Col du Rosier (Km 201,2), der mit einer Höhe von 565 Metern, der höchste Punkt des Rennens war.
Nach der Durchfahrung von Spa und der Überquerung der Ourthe begann die finale Phase des Rennens mit dem Anstieg der legendären Côte de la Redoute, die rund 30 Kilometer vor dem Ziel überquert wurde. Anders als im Vorjahr ging es anschließend direkt zur Côte de la Roche-aux-Faucons, dem letzten Anstieg des Tages, da die Côte des Forges nicht im Programm der 108. Austragung aufschien. Die Côte de la Roche-aux-Faucons wurde 13,3 Kilometer vor dem Ziel überquert und wies bei einer Länge von 1,3 Kilometern eine durchschnittliche Steigung von 11 % auf. Nach einer kurzen Abfahrt folgte eine nicht kategorisierte Gegensteigung, die die Fahrer auf die N63 nahe der Universität Lüttich führte. Anschließend führte eine schnelle Abfahrt über die Rue de la Belle Jardinière nach Lüttich. Auf den letzten beiden flachen Kilometern wurde die Pont de Fétinne überquert, ehe es auf die rund 900 Meter lange Zielgerade ging, die neben der Ourthe verlief.
| #  |                              | km    | Länge | Ø Steigung |
| -- | ---------------------------- | ----- | ----- | ---------- |
| 1  | Côte de la Roche-en-Ardenne  | 74,3  | 2,8   | 6,2 %      |
| 2  | Côte de Saint-Roch           | 121,7 | 1     | 11,2 %     |
| 3  | Côte de Mont-le-Soie         | 165,5 | 1,7   | 7,9 %      |
| 4  | Côte de Wanne                | 173,8 | 3,6   | 5,1 %      |
| 5  | Côte de Stockeu              | 180,4 | 1     | 12,5 %     |
| 6  | Côte de la Haute-Levée       | 184,6 | 2,2   | 7,5 %      |
| 7  | Col du Rosier                | 198,8 | 4,4   | 5,9 %      |
| 8  | Côte de Desnié               | 212,2 | 1,6   | 8,1 %      |
| 9  | Côte de la Redoute           | 225,3 | 2     | 8,9 %      |
| 10 | Côte de la Roche-aux-Faucons | 241,1 | 1,3   | 11 %       |

## Rennverlauf und Ergebnis
Frühe Rennphase
Unmittelbar nach dem offiziellen Start lösten sich mit Bruno Armirail (Groupama-FDJ), Sylvain Moniquet, Harm Vanhoucke (beide Lotto Soudal), Fabien Doubey (TotalEnergies) und Jacob Hindsgaul (Uno-X Pro Cycling Team) fünf Fahrer vom Hauptfeld. Nach gerade einmal 11 gefahrenen Kilometern gab Michael Matthews (Team BikeExchange-Jayco) das Rennen auf. Wenig später beendete auch Omar Fraile (Ineos Grenadiers) das Rennen frühzeitig. Obwohl der Rückstand des Pelotons zwischenzeitlich auf über drei Minuten angewachsen war, versuchten weitere Fahrer zur Spitzengruppe aufzuschließen. Dies gelang Baptiste Planckaert (Intermarché-Wanty-Gobert Matériaux), Kenny Molly, Luc Wirtgen, Marco Tizza (alle Bingoal Pauwels Sauces WB), Paul Ourselin (TotalEnergies) und Pau Miquel (Equipo Kern Pharma) rund 200 Kilometer vor dem Ziel und somit kurz vor der ersten kategorisierten Steigung. Kurz vor Bastogne, rund 150 Kilometer vor dem Ziel erreichte die Spitzengruppe einen maximalen Vorsprung von knapp sieben Minuten. Dieser reduzierte sich in weiterer Folge jedoch, da das Tempo im Peloton von mehreren Teams erhöht wurde.
Rund 80 Kilometer vor dem Ziel erhöhte Harm Vanhoucke im Anstieg der Côte de Stockeu das Tempo in der Spitzengruppe, wodurch Marco Tizza, Baptiste Planckaert, Pau Miquel und Jacob Hindsgaul aus der Fluchtgruppe fielen. Nach der anschließenden Abfahrt verlor auch Kenny Molly aufgrund eines technischen Defekts den Anschluss zur Spitze, deren Vorsprung mittlerweile auf rund drei Minuten gesunken war.
Massensturz und Erste Attacken
60 Kilometer vor dem Ziel kam es auf der Abfahrt der Côte de la Haute-Levée zu einem Massensturz im vorderen Bereich des Hauptfelds. Unter den vielen Gestürzten war auch der Weltmeister Julian Alaphilippe (Quick-Step Alpha Vinyl), Thomas Pidcock (Ineos Grenadiers), Bauke Mollema (Trek-Segafredo), Romain Bardet (DSM), Rigoberto Urán (EF Education-EasyPost), Brandon McNulty (UAE Team Emirates) und Wilco Kelderman (Bora-Hansgrohe). Julian Alaphilippe musste das Rennen mit mehreren Brüchen und einem Hämatopneumothorax aufgeben und im Spital behandelt werden. Auch Alejandro Valverde (Movistar) und Sergio Higuita (Bora-Hansgrohe) waren durch den Sturz in Mitleidenschaft gezogen worden, konnten aber im Anstieg des Col du Rosier wieder zum Hauptfeld aufschließen, dass aus rund 80 Fahrer bestand.
Im Anstieg der Côte de Desnié rund 43 Kilometer vor dem Ziel versuchte sich Mikel Landa (Bahrain Victorious) mehrmals vom Hauptfeld abzusetzen, was ihm jedoch nicht gelang. Durch die Tempoverschärfung viel Thomas Pidcock aus dem Peloton zurück, konnte jedoch vor der Côte de la Redoute wieder aufschließen.
Entscheidende Phase
Die Fluchtgruppe erreichte den Einstieg zur Côte de la Redoute mit einem Vorsprung von eineinhalb Minuten. Im steilsten Abschnitt des Anstieges setzte sich Bruno Armirail von seinen Gefährten ab und führte das Rennen somit allein an. Im Hauptfeld griff Remco Evenepoel an der Kuppe der Steigung, rund 30 Kilometer vor dem Ziel an und konnte sich von den anderen Favoriten absetzten. Neilson Powless (EF Education-EasyPost) versuchte dem Belgier zu folgen, konnte aber nicht an dessen Hinterrad bleiben.
Anschließend passierte Remco Evenepoel die abgehängten Fahrer der Spitzengruppe und schloss 21 Kilometer vor dem Ziel zu dem führenden Bruno Armirail auf. Der Vorsprung der beiden auf das Hauptfeld betrug mittlerweile über 30 Sekunden.
Im letzten Anstieg, der Côte de la Roche-aux-Faucons, konnte auch Bruno Armirail dem Tempo von Remco Evenepoel nicht mehr folgen und fiel zurück. Dahinter versuchten die Mannschaften Bahrain-Victorious und Movistar die Lücke zu dem Ausreißer zu schließen. Remco Evenepoel konnte den Abstand jedoch halten und überquerte den Anstieg mit einem Vorsprung von einer halben Minute. Auf den letzten Metern des Anstiegs attackierte Dylan Teuns (Bahrain Victorious) im Hauptfeld und setzte sich mit Alexander Wlassow, Sergio Higuita (beide Bora-Hansgrohe), Daniel Felipe Martínez (Ineos Grenadiers), Marc Hirschi (UAE Team Emirates), Alejandro Valverde (Movistar) und Michael Woods (Israel-Premier Tech) von den anderen Favoriten ab.
Die Gruppe harmonierte jedoch nicht und so konnte mehrere Fahrer wie auch Wout van Aert (Jumbo-Visma), der im Anstieg abgehängt worden war, wieder zu der Gruppe aufschließen. An der Spitze des Rennens behauptete Remco Evenepoel seinen Vorsprung und erreichte Lüttich mit einem Vorsprung von über 40 Sekunden.
Der erst 22-jährige Remco Evenepoel gewann Lüttich–Bastogne–Lüttich bei seinem ersten Antritt. Für ein belgisches Podium sorgten Quinten Hermans (Intermarché-Wanty-Gobert Matériaux) und Wout van Aert, die sich im Sprint die Plätze zwei und drei sicherten.
| Platz | Fahrer                 | Nation | Team                               | Zeit                   |
| ----- | ---------------------- | ------ | ---------------------------------- | ---------------------- |
| 01.   | Remco Evenepoel        | BEL    | Quick-Step Alpha Vinyl Team        | 6:12:38 h (41,41 km/h) |
| 02.   | Quinten Hermans        | BEL    | Intermarché-Wanty-Gobert Matériaux | + 0:48 min             |
| 03.   | Wout van Aert          | BEL    | Jumbo-Visma                        | "                      |
| 04.   | Daniel Felipe Martínez | COL    | Ineos Grenadiers                   | "                      |
| 05.   | Sergio Higuita         | COL    | Bora-Hansgrohe                     | "                      |
| 06.   | Dylan Teuns            | BEL    | Bahrain Victorious                 | "                      |
| 07.   | Alejandro Valverde     | ESP    | Movistar Team                      | "                      |
| 08.   | Neilson Powless        | USA    | EF Education-EasyPost              | "                      |
| 09.   | Marc Hirschi           | SUI    | UAE Team Emirates                  | "                      |
| 10.   | Michael Woods          | CAN    | Israel-Premier Tech                | "                      |
| 11.   | Jack Haig              | AUS    | Bahrain Victorious                 | "                      |
| 12.   | Enric Mas              | ESP    | Movistar Team                      | "                      |
| 13.   | Jakob Fuglsang         | DEN    | Israel-Premier Tech                | "                      |
| 14.   | Alexander Wlassow      | RUS    | Bora-Hansgrohe                     | + 0:52 min             |
| 15.   | Warren Barguil         | FRA    | Team Arkéa-Samsic                  | + 1:36 min             |
| 16.   | Bruno Armirail         | FRA    | Groupama-FDJ                       | "                      |
| 17.   | Robert Stannard        | AUS    | Alpecin-Fenix                      | + 2:30 min             |
| 18.   | Rudy Molard            | FRA    | Groupama-FDJ                       | "                      |
| 19.   | Xandro Meurisse        | BEL    | Alpecin-Fenix                      | "                      |
| 20.   | Quentin Pacher         | FRA    | Groupama-FDJ                       | "                      |